# هيكل الطائرة

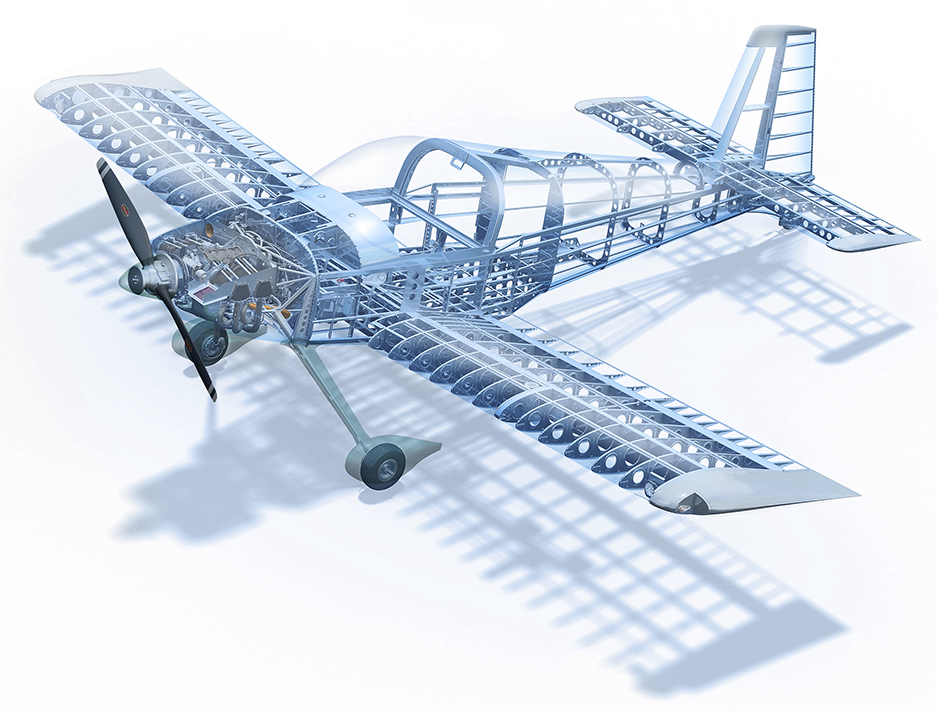
كوتاواي فان RV-14 تظهر هيكل الطائرة

فإن الهيكل الميكانيكي لطائرات هو المعروف باسم هيكل الطائرة يشمل جسم الطائرة والعجلات ومجموعة الذيل والأجنحة مع استبعاد نظام الدفع.
تصميم هيكل الطائرة هو مجال هندسة الطيران الذي يجمع بين الديناميكا الهوائية وتكنولوجيا المواد وطرق التصنيع مع التركيز على الوزن والقوة والسحب الديناميكي الهوائي، بالإضافة إلى الموثوقية والتكلفة.

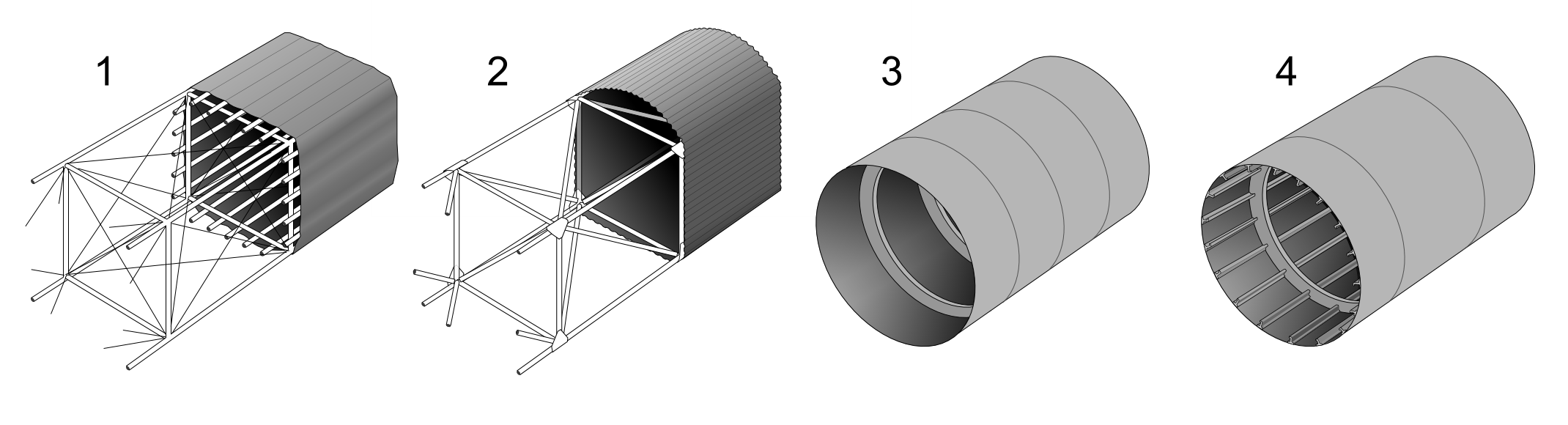
أربعة أنواع من هيكل الطائرة: (1) تروس مع قماش، (2) تروس مع لوحة مموجة، (3) بناء مونوكوك، (4) بناء شبه مونوكوك.

بدأ تاريخ هيكل الطائرة الحديث في الولايات المتحدة عندما أظهرت طائرة خشبية من طراز 1903 من إنتاج الأخوان رايت إمكانات التصميمات ذات الأجنحة الثابتة.
في عام 1912، ابتكر ديبروسين مونوكوك جسمًا أحاديًا خفيفًا وقويًا وانسيابيًا يتكون من طبقات رقيقة من الخشب الرقائقي على إطار دائري، وحقق سرعة 130 ميل في الساعة (210 كم/س).

## العصر الحديث
في فبراير 2017، قامت إيرباص بتثبيت آلة طباعة ثلاثية الأبعاد للأجزاء الهيكلية لطائرات التيتانيوم باستخدام التصنيع المضاف لشعاع الإلكترون من Sciaky، Inc..
| مواد       | B747 | B767 | ب 757 | B777 | B787 | A300B4 |
| ---------- | ---- | ---- | ----- | ---- | ---- | ------ |
| الألومنيوم | 81%  | 80%  | 78%   | 70%  | 20%  | 77%    |
| صلب        | 13%  | 14%  | 12%   | 11%  | 10%  | 12%    |
| التيتانيوم | 4%   | 2%   | 6%    | 7%   | 15%  | 4%     |
| المركبات   | 1%   | 3%   | 3%    | 11%  | 50%  | 4%     |
| آخر        | 1%   | 1%   | 1%    | 1%   | 5%   | 3%     |